# Anwar Ibrahim
Anwar bin Ibrahim  (Penão, 10 de agosto de 1947) é um político malaio que atualmente serve como o 10.º primeiro-ministro da Malásia, desde 24 de novembro de 2022. Ele serviu como o 12.º e 16.º Líder da Oposição de agosto de 2008 a março de 2015 e, novamente, de maio de 2020 a novembro de 2022. Ele também serve como o 2.º presidente da coalizão Pakatan Harapan desde maio de 2020, como o 2.º presidente do Partido da Justiça Popular desde novembro de 2018, e como Membro do Parlamento (MP) por Tambun desde novembro de 2022. Ele atuou como MP por Port Dickson de outubro de 2018 a novembro de 2022 e por Permatang Pauh de março de 1982 a abril de 1999 e, novamente, de agosto de 2008 a março de 2015. Ele também atuou como vice-primeiro-ministro da Malásia e em muitos outros cargos de gabinete na administração do partido Barisan Nasional (BN) sob o comando do ex-primeiro-ministro Mahathir bin Mohamad de 1982 a 1998, incluindo os cargos de Ministro das Finanças (cargo que também ocupa atualmente), da Educação, da Agricultura e da Cultura, Juventude e Esporte.
Anwar começou sua carreira política como um dos fundadores da organização juvenil Angkatan Belia Islam Malaysia. Depois de ingressar na Organização Nacional dos Malaios Unidos, o principal partido de longa data da coalizão do BN, Anwar ocupou vários cargos de gabinete em governos sucessivos nas décadas de 1980 e 1990. Ele foi vice-primeiro-ministro da Malásia e Ministro das Finanças durante a década de 1990 e teve destaque na resposta da Malásia à crise financeira asiática de 1997. Em 1998, ele foi afastado de todos os cargos pelo primeiro-ministro Mahathir Mohamad e passou a liderar o movimento Reformasi contra o governo. Anwar foi preso em abril de 1999 após um julgamento por sodomia e corrupção que foi criticado por grupos de direitos humanos e vários governos estrangeiros, até sua libertação em 2004, depois que sua condenação foi anulada.
Ele voltou como líder da oposição de 2008 a 2015 e uniu os partidos da oposição na coalizão Pakatan Rakyat, que disputou sem sucesso as eleições gerais de 2008 e 2013. Ele contestou os resultados das eleições de 2013 e liderou um protesto em resposta. Em 2014, a tentativa de Anwar de se tornar chefe de governo de Selangor no Movimento Kajang de 2014 levou a uma crise política de nove meses, que terminou quando ele foi condenado a mais cinco anos de prisão após uma segunda condenação por sodomia em 2015.
Ainda na prisão, Anwar voltou a se juntar a Mahathir bin Mohamad sob a nova coalizão Pakatan Harapan (PH) à revelia, que venceu as eleições gerais de 2018. Mahathir delineou um plano para Anwar assumir o cargo de primeiro-ministro após um período interino não especificado. Anwar recebeu um perdão real de Muhammad V de Kelantan e foi libertado da prisão. Ele voltou ao parlamento na eleição suplementar de Port Dickson em 2018, enquanto sua esposa Wan Azizah Wan Ismail serviu como vice-primeira-ministra na administração do PH. O colapso da coalizão durante a crise política da Malásia de 2020–22 levou à posse do novo governo Perikatan Nasional (PN) sob Muhyiddin Yassin, e Anwar se tornou o líder da oposição pela segunda vez em maio de 2020. Após as eleições de 2022, Anwar foi empossado como o décimo primeiro-ministro da Malásia em 24 de novembro de 2022.
Em 2 de dezembro de 2022, Anwar nomeou vários membros do Parlamento de Pakatan Harapan, Gabungan Parti Sarawak e UMNO para servir como ministros no gabinete do recém-formado governo de unidade. Ele nomeou-se Ministro das Finanças nesse mesmo dia. Há muito tempo, ele é defensor da democracia islâmica e de reformas no sistema político da Malásia. Fora da política, Anwar ocupou cargos em várias instituições acadêmicas.